# 天津开发区导轨电车1号线
天津开发区导轨电车1号线又称天津开发区现代导轨电车1号线，官方使用名称为天津开发区新交通洞庭路实验线，是一条位于天津市滨海新区天津经济技术开发区西部南北走向的一条已停运待拆除的膠輪導向電車，该线曾为中国第一条投入商业运营的导轨电车线路。

## 历史
- 2005年7月，法国劳尔重工公司与天津滨海快速交通发展有限公司签订天津开发区新交通洞庭路试验线（一号线）有轨电车车辆采购合同和技术服务合同。
- 2005年8月10日，法国劳尔重工公司与天津滨海快速交通发展有限公司共同出资200万欧元组建了胶轮有轨电车组装厂暨劳尔新交通工业（天津）有限公司。[2]
- 2005年9月15日，天津开发区导轨电车一号线动工修建，一期工程为试验线。
- 2006年12月6日，天津开发区导轨电车一号线在天津滨海新区开通，开始空载试运行。
- 2007年5月10日，天津开发区导轨电车一号线正式开始载客试运营。
- 2007年8月20日，天津市开发区导轨电车發生列車出軌事故。[3]
- 2011年8月25日，学院区南站取消，联合研究院站启用。
- 2020年11月15日起，由于备件缺乏，无法保障沿线乘客的正常需求，导轨电车仅维持1列车以90分钟的间隔开行，票价改为免费。
- 2021年3月30日，受洞庭路地道施工影响，导轨电车缩短运营区间为第九大街-学院区北站。
- 2021年11月，洞庭路施工结束，导轨电车恢复全线运行。
- 2023年6月1日，因设备检修，导轨电车暂停运营[4]，同日，上海张江有轨电车停运。
- 2023年7月19日，天津市经济技术开发区建设和交通局发布洞庭路新交通线杆等设施拆除及路面恢复项目采购意向公告，显示本线将停运并拆除[5]。

## 概述

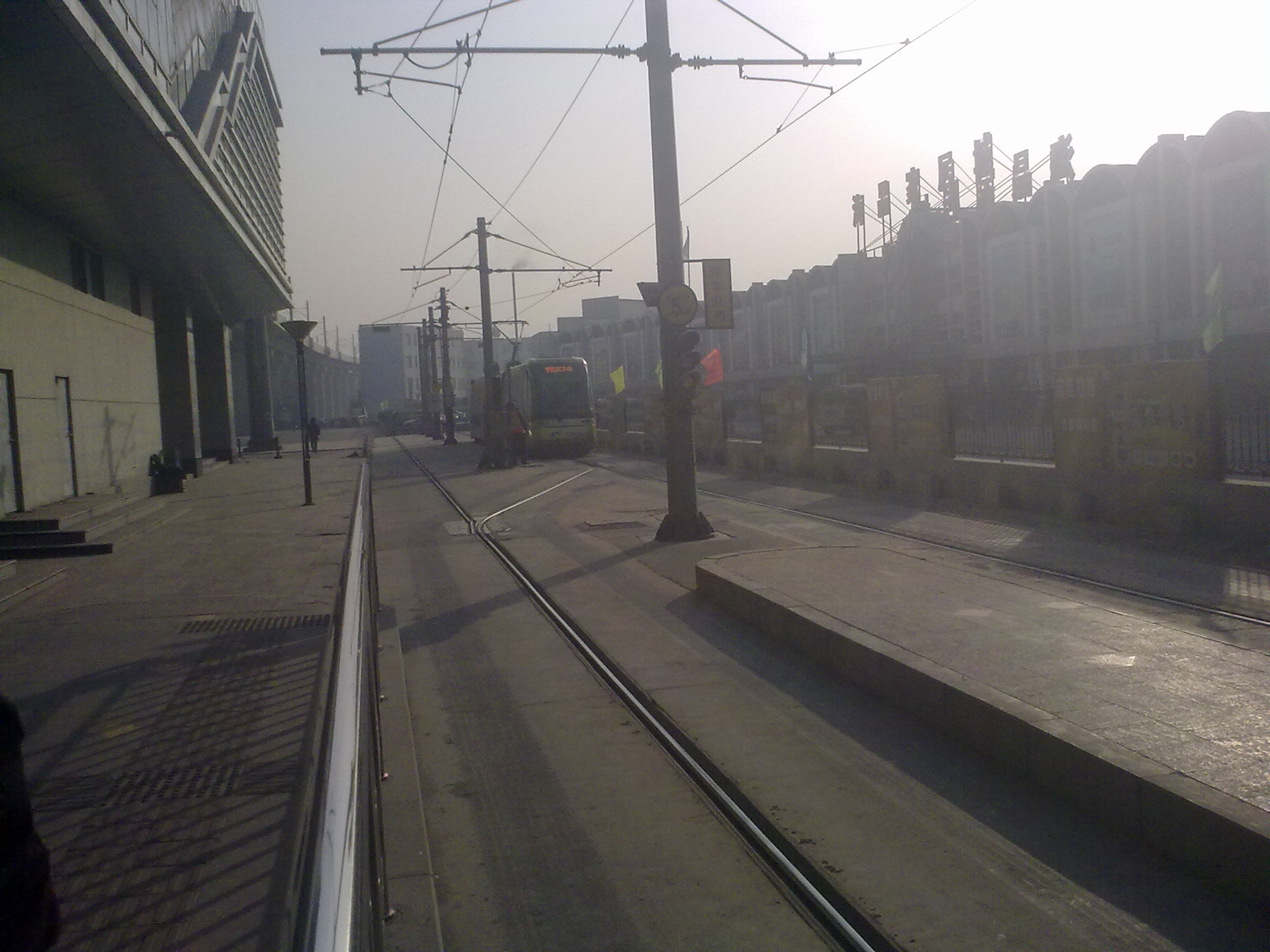
一列正在泰达站折返的导轨列车

天津开发区导轨电车一号线一期工程全长7.86公里，总投资1.9亿元（不含车辆）。南起津滨轻轨泰达站，北至第十三大街的学院区北站即天津科技大学泰达校区。线路纵贯天津经济技术开发区西部，沿途共设置14个车站，均为地面站，途经生活区、工业区、学院区，大部分采用岛式月台设计。其中，泰达站为岛侧混合式站台设计。站台类型与公交车站类似，为简易车站。开发区第一大街至第十一大街都有设站(第八大街为车辆段)，平均每个站点间距离583米。
天津开发区导轨电车一号线使用法国LOHR Translohr STE 3型导轨电车。整车长度为25米，宽2.2米，由三节车厢编组组成，单词最高载客量210人。采用低地板设计，车距离地面高度仅为25厘米，便于残疾人的轮椅上车。此外，导轨电车由电力牵引驱动，车厢顶部有了电源导线牵引。最高时速70公里，平均时速可达20公里，且橡胶制成的电车动力轮减少了运行时的噪音并降低车辆对路面的损坏。

### 车厢内部

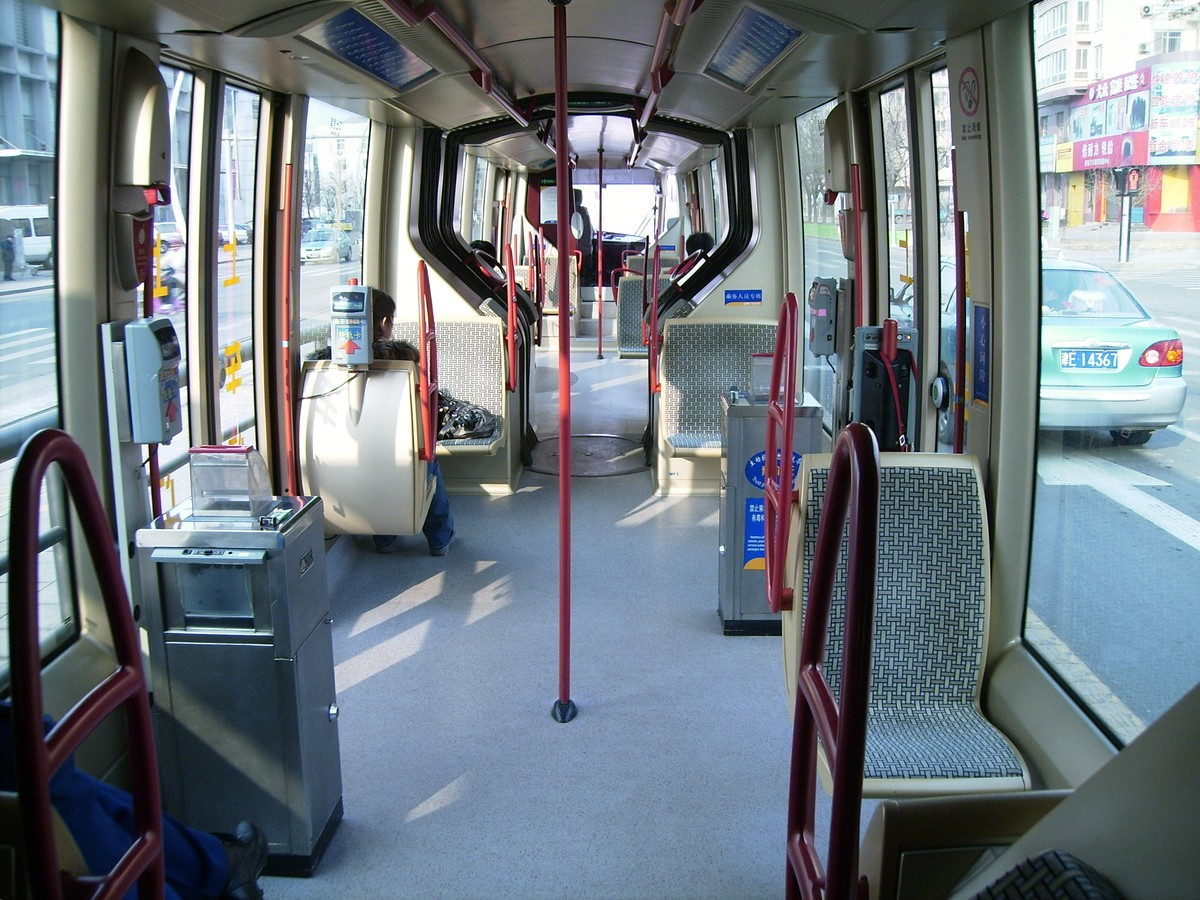
导轨电车车厢内部

导轨电车的车厢内部设有超大透明车窗以方便乘客观光。每节车厢设有6扇自动门，每扇门的入口处配有刷卡机。车门内外分别设有一个绿色按钮，导轨电车到站后由乘客自行按下按钮启动车门。车厢内还设置有适合成年人和儿童使用的高低不一的扶手。车厢内部设有双人座、单人座及为带有孩童的乘客专门设置的座椅。此外，车厢内的座椅还根据肥胖人群的需要设计了尺寸较宽大的座椅。

### 运营时间
导轨电车运营时间为早9点至下午4点，发车间隔为90分钟，全程运行时间约30-35分钟。

### 票价
根据开发区管委会要求，自2020年11月15日起，天津开发区导轨电车实行乘客免费运营。

## 路线图及车站
所有站点均位于天津市滨海新区（天津经济技术开发区）内。
| 中文站名     | 英文站名                  | 车站形式           | 开门方向           | 换乘站  | 泰達 第一大街 第二大街 第三大街 第四大街 第五大街 第六大街 第七大街 第九大街 第十大街 第十一大街 联合研究院 学院区 学院区北 |
| 泰达         | TEDA                      | 地面岛侧混合式站台 | 上行右侧，下行左侧 | █ 9号线 | 泰達 第一大街 第二大街 第三大街 第四大街 第五大街 第六大街 第七大街 第九大街 第十大街 第十一大街 联合研究院 学院区 学院区北 |
| 第一大街站   | First Avenue              | 地面岛式站台       | 上行下行均为左侧   |         | 泰達 第一大街 第二大街 第三大街 第四大街 第五大街 第六大街 第七大街 第九大街 第十大街 第十一大街 联合研究院 学院区 学院区北 |
| 第二大街站   | Second Avenue             | 地面岛式站台       | 上行下行均为左侧   |         | 泰達 第一大街 第二大街 第三大街 第四大街 第五大街 第六大街 第七大街 第九大街 第十大街 第十一大街 联合研究院 学院区 学院区北 |
| 第三大街站   | Third Avenue              | 地面岛式站台       | 上行下行均为左侧   |         | 泰達 第一大街 第二大街 第三大街 第四大街 第五大街 第六大街 第七大街 第九大街 第十大街 第十一大街 联合研究院 学院区 学院区北 |
| 第四大街站   | Fourth Avenue             | 地面岛式站台       | 上行下行均为左侧   |         | 泰達 第一大街 第二大街 第三大街 第四大街 第五大街 第六大街 第七大街 第九大街 第十大街 第十一大街 联合研究院 学院区 学院区北 |
| 第五大街站   | Fifth Avenue              | 地面岛式站台       | 上行下行均为左侧   |         | 泰達 第一大街 第二大街 第三大街 第四大街 第五大街 第六大街 第七大街 第九大街 第十大街 第十一大街 联合研究院 学院区 学院区北 |
| 第六大街站   | Sixth Avenue              | 地面岛式站台       | 上行下行均为左侧   |         | 泰達 第一大街 第二大街 第三大街 第四大街 第五大街 第六大街 第七大街 第九大街 第十大街 第十一大街 联合研究院 学院区 学院区北 |
| 第七大街站   | Seventh Avenue            | 地面岛式站台       | 上行下行均为左侧   |         | 泰達 第一大街 第二大街 第三大街 第四大街 第五大街 第六大街 第七大街 第九大街 第十大街 第十一大街 联合研究院 学院区 学院区北 |
| 第九大街站   | Ninth Avenue              | 地面岛式站台       | 上行下行均为左侧   |         | 泰達 第一大街 第二大街 第三大街 第四大街 第五大街 第六大街 第七大街 第九大街 第十大街 第十一大街 联合研究院 学院区 学院区北 |
| 第十大街站   | Tenth Avenue              | 地面岛式站台       | 上行下行均为左侧   |         | 泰達 第一大街 第二大街 第三大街 第四大街 第五大街 第六大街 第七大街 第九大街 第十大街 第十一大街 联合研究院 学院区 学院区北 |
| 第十一大街站 | Eleventh Avenue           | 地面岛式站台       | 上行下行均为左侧   |         | 泰達 第一大街 第二大街 第三大街 第四大街 第五大街 第六大街 第七大街 第九大街 第十大街 第十一大街 联合研究院 学院区 学院区北 |
| 联合研究院站 | Joint Academy             | 地面岛式站台       | 上行下行均为左侧   |         | 泰達 第一大街 第二大街 第三大街 第四大街 第五大街 第六大街 第七大街 第九大街 第十大街 第十一大街 联合研究院 学院区 学院区北 |
| 学院区站     | College District          | 地面岛式站台       | 上行下行均为左侧   |         | 泰達 第一大街 第二大街 第三大街 第四大街 第五大街 第六大街 第七大街 第九大街 第十大街 第十一大街 联合研究院 学院区 学院区北 |
| 学院区北站   | North of College District | 地面岛式站台       | 上行下行均为左侧   |         | 泰達 第一大街 第二大街 第三大街 第四大街 第五大街 第六大街 第七大街 第九大街 第十大街 第十一大街 联合研究院 学院区 学院区北 |

## 运营

### 趋于停运
由于劳尔电车维保成本颇高，备件缺乏，多数列车已不具备上线运营条件，无法保障沿线乘客的正常需求。为了给市民提供多样性选择，2020年10月26日开始，滨海公交集团开通与导轨电车走向基本一致的955路公交车，公交车运营时间也与导轨电车的运营时间保持一致，为早7点至晚8点。2020年11月15日，955路开通不足一个月，导轨电车就仅剩1列车正常上线，运营时间缩短为早9点至下午4点，最大间隔延长至90分钟，票价也改为免费。随着公交955路延伸及增加配车，公交车对乘客的吸引力日渐增强，导轨电车面向通勤乘客已缺乏吸引力，维持运营也更多出于观光考量。

### 未来规划
天津开发区导轨电车曾计划延伸，南起滨海新区于家堡，沿开发区南海路向北延伸至北塘，延伸后总长度将大于16公里。但随着运营状况愈加不堪，且地铁Z4线的局部路段与导轨电车走向大体一致，延伸计划已无下文。
2023年6月1日，导轨电车结束运营。替代路线确认为和本线走向几乎重合，预计将在2025年前开通的地铁Z4线，线路开通之前本线路沿线的客流需求将由955路公交满足。
此前为预留延伸条件，洞庭路地道（于2021年6月30日通车）施工期间刻意设计成两侧双向6车道，中间预留有轨电车车道。这一预留设施于2024年8月17日被改造成双向2车道以改善地道交通。

## 事故
2007年8月20日17时30分，天津市开发区导轨电车發生列車出軌事故。当时，一辆行驶中的导轨电车因机械故障，偏离导行轨道，并连带着将3节车厢中的2节拖离轨道，车身将该侧马路完全堵塞，导轨电车因甩尾造成车体与路中央隔离带发生碰撞，隔离带地面有破损现象。当时车内也只有一位男青年乘客，事故中只是受到惊吓，并未受到身体伤害。事后，由于司机及时采取了有效的制动措施，从而未造成人员伤亡和机械设备损伤，也未引起交通阻塞及混乱局面。
事故发生后，天津滨海快速交通发展有限公司启动应急预案，在确保线路不中断运营的前提下，在人流密集区采用短交路的运营组织模式。同时，利用抢修设备将机械故障车辆立即拖回车辆段进行全面检修。天津滨海快速交通发展有限公司分析出事故发生原因为导向轮机械故障，事故车辆于2007年8月20日早上刚刚更换完胶轮，下午运营时，胶轮爆裂，致使导轨电车出轨。

## 相关链接
- 天津滨海快速交通发展有限公司